# Blows for LP
Blows for LP è un album a nome Thelonious Monk Quintet Featuring Sonny Rollins, pubblicato dalla Prestige Records nel 1954.

## Tracce
LP (1954, Prestige Records, PRLP 166)
Lato A
1. Friday the Thirteenth – 10:20 (musica: Thelonious Monk) – Registrato il 13 novembre 1953

Lato B
1. Let's Call This – 5:00 (musica: Thelonious Monk) – Registrato il 13 novembre 1953
2. Think of One – 5:40 (musica: Thelonious Monk) – Registrato il 13 novembre 1953

## Formazione
- Thelonious Monk – pianoforte
- Sonny Rollins – sassofono tenore
- Julius Watkins – corno francese
- Percy Heath – contrabbasso
- Willie Jones – batteria [1]